# Рали Дакар 1987
Рали Париж-Алжир-Дакар 1987, по-известно като Рали Париж-Дакар 1987, е деветото издание на Рали Дакар.